# 유타 (유구)

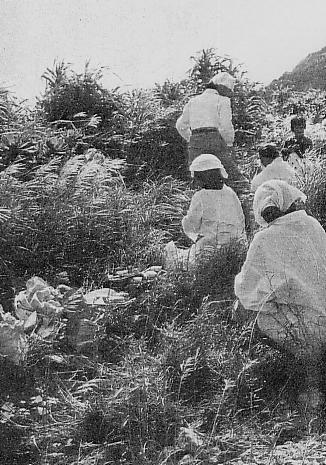
기도 활동을 하는 유타(1955년경)

유타(일본어: ユタ)는 오키나와현과 가고시마현 아마미 군도의 민간 영매사(샤먼)로서, 영적 문제나 생활 속의 문제점에 대한 조언과 해결을 생업으로 한다.
사쿠라이 도쿠타로에 따르면, 일본 열도에서 샤먼의 활동이 가장 두드러진 곳은 도호쿠 지방과 난세이 제도이다. 주로 사령이 빙의되어 트랜스 상태에 들어가 일인칭으로 신탁을 전하는 이를 일반적으로 구치요세 미코(口寄せ巫女, 공수 무녀)라 한다. 도호쿠 지방의 이타코 등과 마찬가지로 구치요세 미코로서의 무의를 행하는 주술종교 직능자는 난세이 제도에서 유타, 호존, 도키(ユタ・ホゾン・トキ, 아마미 군도, 오키나와 제도), 칸카카랴, 사스(カンカカリャ・サス, 미야코 제도), 무누치, 니게비, 캄피투(ムヌチ・ニゲービー・カンピトゥ, 야에야마 제도) 등으로 불린다.
류큐의 민간사회에서 민중의 종교적 기능을 담당하는 직능자는 여성 사제인 노로(祝女, ノロ/ヌル), 니간(根神, ニーガン), 사스(サス), 쓰카사(司, ツカサ) 등의 카민추(神人, カミンチュ)와, 샤먼으로서의 유타 등으로 나뉜다. 전자는 주로 우타키나 구스쿠 등의 성지나 우간조(御願所, ウグヮンジョ)나 우간주(拝所, ウガンジュ)에서 부락이나 마을의 공적 제사나 공동체의 기원(祈願) 행사를 주재한다. 후자는 부락이나 마을의 개별 가정이나 가족과 관련된 운세(운치, ウンチ), 길흉 판단(한지, ハンジ), 재액 제거(하레, ハレー), 병의 완쾌 기원(우관, ウグヮン) 등 사적인 주술신앙적 영역에 관여한다. 카민추가 성지의 사제 역할을 할 때 사체의 부정(死穢)이나 여성의 혈의 금기, 출산의 부정을 기피하는 것과 달리, 유타는 정반대로 사자 의례나 사령 공양과 밀접하게 관련되어 있다. 그 성격과 생태, 기능 등 많은 점에서 양자는 서로 상반되는 것처럼 보이지만, 둘 다 오키나와 민간신앙의 저변을 흐르는 샤머니즘이며, 오키나와의 민간신앙을 지탱하는 수레의 양 바퀴라고 할 수 있다고 사쿠라이 도쿠타로는 말한다.
유타는 범인(凡人)으로서는 할 수 없는 영계의 모습이나 움직임을 꿰뚫어 볼 수 있는 영능력자로 여겨지고 있지만, 유타 신앙은 미신이라는 관념이 오키나와의 교육자나 지식인 사이에 일반화되어 있어, 공식적인 자리에서는 더럽고 불결하다며 경멸하여 입에도 올리지 않는다. 특히 공적인 자리에서 활동하는 일이 많은 남성으로부터는, 체면을 위해 경멸과 조소를 받는 경향이 강했기 때문에, 가정을 내적으로 지지하는 여성이 일가의 대표자로서 유타를 찾아간다. 이로 인해 가정 밖에서는 모른 체하는 남성도, 집안에서는 유타의 지시에 따라 행동하는 가족의 존재 방식에 휘말리게 된다. 또한 유타에게 의뢰하는 사람들은 노동자, 농민, 어민뿐만 아니라, 높은 지위의 관료, 자치체 임원, 교직원, 사업가가 높은 비율로 포함된다. 개인 차원 또는 공동체 차원에서, 인위적인 노력을 다해도 해결할 수 없는 문제에 부딪혔을 때, 그 최종적 결단을 내리는 계기를 유타의 길흉 판단(한지)에서 찾으려는 경향은 현재에도 약해지지 않고 있다.
이러한 유타를 이용하는 행위는 "유타코야(ユタコーヤー, 유타 사기)"라 하며, 보통은 2~3명의 유타의 판단을 구한다. 의뢰인은 상당한 금액의 비용을 유타에게 아낌없이 지불한다. 오키나와현에는 예로부터 "의사 반, 유타 반"(医者半分、ユタ半分)이라는 속담이 있다.
사쿠라이 도쿠타로는 신과 인간 사이의 중개자는 신의(神意)를 예민하게 감지할 수 있는 민감한 존재여야 하며, 그것을 잘 해낼 수 있는 것은 예로부터 감수성이 강한 여성이었다고 말한다. 유타는 본래 여성이 되어야 하는 것으로 여겨졌지만, 남성 유타도 소수 존재한다.
유타에게는 후술할 탄압의 역사가 있다. 그 때문에 스스로를 유타라는 칭호로 부르지 않고, 또한 다른 사람으로부터 그렇게 불리는 것에 대해 반감을 가진 이들이 있다. 그들은 카민추(神人, カミンチュ), 우관사(御願者, ウグヮンサー), 우관우사기야(御願を捧げる人, ウグヮンウサギヤー), 한지(判断, ハンジ) 등 신을 모시는 것을 나타내는 명칭을 선호한다. 또한 제사, 무의, 점술의 구별이 모호해진 최근의 상황을 받아들여, 멸시적 어감을 동반하는 유타라는 명칭보다 점쟁이를 의미하는 산진조(三人相, サンジンゾー)나 풍수를 판단하는 훈시(風水師, フンシー) 등의 칭호를 사용하는 이들이 있다.

## 어원
《류큐사사전》(琉球史辞典)에서는 유타의 어원을 "윤타"(ユンタ, 수다스러움) 또는 신들림 상태에서 몸이 "유타메쿠"(揺れる, 흔들리다)하는 것에서 유래했을 것이라고 서술하고 있다. 유타라는 직업이 어떻게 성립했는지에 대해서는 다음과 같은 여러 설이 있으며 확정되지 않았다.
- 이하 후유는 신탁을 전달해야 할 카민추 중에서 그러한 능력이 없는 명목상의 인물들이 있었고, 이들을 대신하여 신탁을 전달하는 자들이 민간에서 나타나 마침내 직업으로 삼게 된 이들이 토키 또는 유타라고 불리는 존재라고 서술하며, 유타가 카민추에서 분화되었다는 견해를 보였다. 또한 유타라는 말과 윤타(말하다)라는 말 사이에는 내용상 관계가 있을 수 있다고도 서술하고 있다.[9]
- 사쿠라이 토쿠타로는 부락 공동체의 샤먼이었던 노로와 니간이 중앙집권적 류큐왕부의 관료적 제사 체제에 편입될 때, 공공 제사 이외의 종교적 기능을 담당한 주술적 종교인이 나타났다고 하며, 이러한 아웃로의 주술적 종교인은 지역 사회의 민간신앙과 더욱 밀착하면서 현지성을 발휘하여 민중의 요구에 부응하게 되었다고 한다. 그리고 마침내 관료화된 사제자 노로와 결별하게 되었다고 서술하고 있다.[6]
- 사사키 히로미키에 따르면, 오키나와 본섬에서는 시마 또는 마키요라고 불리는 마을마다 총본가가 되는 근소(니이두쿠루)가 있었고, 그 주인인 근인(닌추)의 자매가 니간(根神)이라 불리며, 신들려서 마을 사람들에게 생활 지침을 주었다고 한다. 이후 8~9세기가 되자 안지가 마을들을 병합하여 군 정도의 영역을 통치하게 되었는데, 그의 자매나 아내는 노로라고 불리며, 역시 신들려서 영역 내의 사람들에게 생활 지침을 주었다. 이러한 샤머니즘적 여성들의 활동 없이는 근인이나 안지의 통치도 완전할 수 없었으나, 후대에 이르러 국가 통일과 중앙집권화에 따라 니간과 노로는 샤먼적 성격을 잃고 사제화되었으며, 샤먼적 기능은 유타에게 옮겨갔다고 한다.[10][주해 1]

## 무업
사쿠라이 토쿠타로는 의뢰인이 무가(유타누야)를 방문하는 사례를 조사하여, 그 결과 유타의 업무를 다음과 같이 정리하고 있다.
- 새해가 되었을 때, 정월 중이나 그에 가까운 달 안에 그해의 초운세(ハチウンチ, 하치운치)를 신탁한다.
- 질병이나 상해 등 신체적 결함에 관한 건강상의 문제 상담. 의사의 진단으로도 쉽게 치유되지 않을 경우에 그 원인을 바로잡기 위한 판단(ハンジ, 한지)을 내린다.
- 가정 내나 부락 내의 교제나 친족 관계에 걱정거리가 있는 이들에게 판단을 내린다. 또한 불길한 예감이 든다고 찾아온 이들에게도 판단을 내린다.
- 꿈의 분석을 하고 판단을 내린다.
- 장사, 농작업, 어업 등의 사업에 불운이 계속되는 자의 상담을 받는다.
- 새로운 사업을 시작할 때, 직업을 바꿀 때, 배를 새로 만들 때, 점포를 개업할 때 등의 앞날을 점친다.
- 집의 신축이나 개축 시의 풍수를 본다.
- 분실물이 있을 때 그 소재를 점친다.
- 결혼 시 궁합 등의 적합·부적합을 점친다.
- 원조사(공양, 위패제사 등 선조에 관한 사항)에 문제가 생긴 경우, 올바른 방법을 판단하고 지시한다.
- 세골이나 이장 시의 사령 공양을 한다.
- 발령(ヌジファ, 누지파), 혼분(マブイワカシ, 마부이와카시), 초기제사(ワカジューコー, 와카주코. 1~7주기), 종기제사(ウワイジューコー, 우와이주코. 13주기, 25주기, 특히 33주기) 등 사자 공양의 회향을 한다.
- 남계 계승자가 단절된 경우, 올바른 계승자를 찾기 위해 선조에게 기원하여 판단을 받는다.
- 혼담(マブイグミ, 마부이구미)의 주술이나, 마물(マジムン, 마지문)·생령(イチジャマ, 이치자마) 등의 악령사령의 저주를 물리치기 위한 주법을 행한다.
- "여행 출발" 시의 안전 기원을 한다.

또한, 지역 사회에서의 공공생활 측면에서는 다음과 같은 일을 한다.
- 노로, 니간, 쿠데 등 카민추인 신녀 선정에 있어서 최종 결정을 한다.
- 노로가 행하던 부락제사의 담당자로서 활동한다.

그 외에도 유타가 활동하는 구체적인 예로서, 우타키에서 도난당한 신기의 행방을 알 수 없게 되었을 때, 우타키의 사제자인 노로와 마을 사람들이 협의하여 유타의 판단(한지)을 구한 사례도 있다.

## 성무 과정
"유타가 될 운명은 태어날 때부터 정해져 있다고 굳게 믿는 오키나와 사람들이 적지 않다"라고 사쿠라이 토쿠타로는 말하고 있는데, 그가 면접한 유타 역시 예외 없이 유타가 되는 것은 숙명이었다고 답하고 있다. 그렇다면 숙명이라고 생각하는 이유가 무엇이냐고 물으면, "사다칸마리"(サーダカンマリ)이기 때문이라는 대답이 돌아온다고 한다. "성품이 고귀한 태생"(性高い生まれ)이라고 번역되는 이 자질은, 신령, 사령, 정령의 영계와 교섭을 가지고, 무녀로서 초자연적 초월자의 의지를 들을 수 있는 성직자가 되기 위해 갖추어야 할 기본 자질이며, 유타뿐만 아니라 노로 등 카민추(神人)에게도 필수적인 요건이다.
사다칸마리의 소질은 신에 의해 선택된 자에게만 주어진다고 유타는 믿고 있지만, 이러한 선민관을 유타가 처음부터 가지고 있는 것은 아니며, 무사(巫事, ユタグトゥ, 유타구투)를 쌓아가는 동안 점차 수련되어 간다.
오키나와에서는 환각 증상을 동반한 무의식적 행동을 하는 것을 타리라고 하며, 그 내용이 신사(神事, カミグトゥ, 카미구투), 즉 신들과 관계가 있는 경우에 "카미다리"(カミダーリィ)라고 한다. 그러나 몽유병자적 행동을 보이는 것은 신의 인도에 의해 발생한다고 여겨지므로, 타리 전반을 카미다리라고 하는 경우가 많다. 이 카미다리는 정신병자인 광인(フリムン, 후리문), 실성자(フリトゥーン, 후리툰), 광폭자(フラグゥ, 후라구)와는 구별된다.
카미다리는 초기에는 단순한 병으로만 여겨지지만, 점차 환각 속에 나타나는 카미 또는 카미의 사자의 "알림"(ウシラシ, 우시라시)을 받고, 신사(カミグトゥ, 카미구투)에 들어가지 않으면 타리가 낫지 않는다고 위협받는다. 그러나 많은 유타들의 고백에 따르면, 가정을 희생하는 것이나 유타로서 생계를 꾸려갈 수 있을지 등의 불안 때문에 신사에 들어가는 것을 주저하고, 대부분의 사람이 "알림"을 무시하거나 듣지 않은 척하며 정상적인 생활을 유지하려고 시도한다. 하지만 그러한 판단 하에 진행하면 다시 카미다리에 습격당하고, 이번에는 카미 또는 카미의 사자로부터 입무하지 않으면 불행해진다, 병이 악화된다 등의 위협적인 재촉(セイジュク, 세이주쿠)을 받아 심신의 고통이 더욱 심해진다.
카미다리는 유타가 되기까지 반드시 통과하고 체험해야 하는 관문으로, 유타의 고백에 따르면 카미다리에는 반드시 원인 불명의 병이 수반된다. 사사키 히로미키는 카미다리가 무병의 성격, 내용을 전형적으로 갖추고 있다고 서술하고 있다.
이렇게 기로에 서서 고민 끝에 마침내 유타의 판단(ハンジ, 한지)를 구하기 위해 무가(ユタヌヤー, 유타누야)로 향하고, 거기서 유타에게 부탁하여 기원(ウグヮン, 우그완)을 하고 유타가 되는 길의 지도를 받는다. 이 과정에 있는 유타 지망자를 일반적으로 나라이유타라고 한다. 지도를 받을 유타의 선정은 나라이유타 자신의 자발적 의사로 이루어지므로, 학생이 자신의 희망으로 강사를 선택하듯이 여러 유타를 찾아다니며 무법을 배운다. 이 때문에 이타코 등과 같이 고정된 사제 관계를 맺지 않는다. 나라이유타는 필요에 따라 무가에 가서 유타의 수법을 지켜보거나, 기원을 위해 성지를 순례하는 유타를 따라다니며, 선향(ウコウ, 우코우)의 공양 방법이나 의취(グイス, 구이스. 무의의 도입부)때의 외우는 문구를 익힌다.
이렇게 무가를 순방하며 신사에 정진하고, 각지의 성지에 기원 순례(ウグヮンマァーイ, 우그완마이)를 하는 동안, 소문을 들은 이웃집에서 무의를 의뢰받고, 좋은 평판을 얻으면 점차 손님이 늘어나 모르는 사이에 한 사람 몫의 유타가 성립된다. 이와 같이 유타로서 독립한 상태를 "길열림"(道あけ)이라고 부른다. 그러나 카미다리 상태에 있던 사람이 반드시 길열림을 하는 것은 아니다. 길열림은 영적 존재로부터 부여받은 능력을 사람들의 구제를 위해 구체적으로 행사할 수 있게 된 것을 의미하지만, 거기에 이르는 것이 쉽지 않기 때문이다. 카미다리 상태에 있으면서 길열림을 하지 못한 상태에 있는 것을 "사바키키레나이"(サバキキレナイ) 상태라고 부르는데, 이러한 길열림을 하지 못하는 사람들은 친족 중에 유타나 영력이 높은(セジダカイ, 세지다카이) 사람이 없는 경우가 많다.
이상과 같은 성무과정 때문에 이타코의 "신들림"과 같은 성무의례는 행해지지 않으며, 유타의 성립은 입무(入巫)의 구분이 보이지 않는다는 특징이 있다.
이러한 유타가 된 자들의 대부분은 그 생애에서 불우한 경험을 하고 있다. 리브라(William P. Lebra)는 결혼의 실패, 가정 내 불화, 수차례의 이혼 등의 경험을 보고하고, 사쿠라이 토쿠타로는 이들에 더해 의사에게 가도 낫지 않는 성질 나쁜 복통, 두통, 천식, 신경통 등의 발증을 들고 있다. 사사키 히로미키는 리브라가 든 가족의 인간관계에서의 상극·갈등, 사쿠라이 토쿠타로가 든 신체적 이상이 대부분의 경우 카미다리 전후에 병행하여 복합화되어 나타난다고 말하며, 이 사례로 미야코지마시의 남성의 경우를 들고 있다. 그는 실연 등의 후에 노이로제 증상이라고 의사에게 진단받았지만, 그의 누나는 "신의 길로 들어가라는 알림이며, 들어가지 않으면 생명에 관계된다"고 말했고, 얼마 지나지 않아 신체에 이상을 일으켜 그 자신도 카미다리를 자각했다는 것이 소개되고 있다.
더욱이 사사키 히로미키는 이혼으로 인해 꿈과 불면에 시달리다가 유타의 판단(ハンジ, 한지)으로 인해 이상 행동에 박차가 가해지고, 게다가 친족 지인으로부터 사다칸마리라는 낙인이 찍혀 "어쩔 수 없이 유타가 될 수밖에 없다"고 생각하고 있는 카미다리의 여성을 예로 들며, 이러한 사람들이 많이 있다고도 말하고 있다.

## 신앙과 계율
유타는 입무와 성무의 과정에서 창출한 특수한 신을 모시며, 그것이 평생에 걸친 수호신으로서 신앙의 대상이 된다.
유타는 이 신령의 이름으로 정령의 세계의 한 분야에 즉응하는 무의의 집행자가 된다. 다시 말해 유타마다 각각 관장하는 전문 영역이 한정되어 있어, 선조의 계통을 찾는 것이 능숙한 유타, 죽은 지 얼마 되지 않은 사람에 대한 판단(ハンジ, 한지)이 능숙한 유타 등, 그 전문 분야가 나뉘어 있다.
유타는 신의 존재와 능력을 강조하지만, 그 구성 내용은 신도의 신이거나, 십이지의 신이거나, 조령, 사령, 정령이기도 하다. 유타는 자신에게 빙의하는 영적 존재가 조령, 사령·, 정령 중 어느 것인지는 중시하지 않는다는 초자연관을 가지고 있지만, 신 관념의 모호성이 그 영향도를 저하시키지는 않는 것 같다. 사쿠라이 토쿠타로는 나하시에 거주하는 유타의 무가(ユタヌヤー, 유타누야)의 모습을 보고하고 있는데, 그 신단(カンタナ, 칸타나)에는 "미후시"라고 불리는 수호신의 도상이 걸려 있었다. 묘년생인 이 유타는 문수보살이 미후시였지만, 미후시는 십이지의 태어난 해에 따라 정해지므로, 다른 해에 태어났다면 천수관음 등이 미후시가 된다.

## 문제점과 탄압의 역사
유타의 능력은 오컬트적이며, 그 실재를 뒷받침하는 과학적 근거가 없기 때문에, 유타를 사칭하여 돈벌이를 하는 자가 끊이지 않았다(현재도 다수 존재한다). 또한 한편으로, 재야의 샤먼인 유타는 일상적으로 사람들과 신을 친밀하게 하는 존재이며, 중앙집권이나 체제 강화, 근대화를 추진하고자 하는 지배계층은 유타의 존재를 위협이나 장애로 보는 경우가 많았다. 그 때문에 당시의 권력층으로부터 "후진적인 존재이며, 세상을 혼란스럽게 한다"는 이유로 여러 차례 탄압, 적발을 받았다. 주요한 것은 다음과 같다.
1. 류큐왕국 행정관 사이 온에 의한 유타 금지령
2. 메이지 시기의 자치체 수준에서의 유타 금지령
3. 다이쇼 시기의 "유타 정벌" 운동
4. 쇼와 10년대의 전시체제 하의 유타 탄압

이러한 시대에 유타는 불법적 존재로서 경찰력에 의해 구속, 억류되는 등의 일을 겪었다.
이러한 수난의 시대를 거쳐 현재에도 유타는 존속하고 있지만, 유타와 관련된 사건은 지금도 일어나고 있다.
유타를 찾는 사람들의 대부분은 정신적으로 약해져 있거나 문제를 안고 있어 곤란한 상태에 있다. 그 때문에 일부러 불안을 조장하는 말을 하며 돈을 속여 빼앗는 유타도 있다. 이른바 영감상법(霊感商法)의 일면도 가지고 있다. 그 때문에 오키나와에는 "유타코야야, 추오라세"(유타를 사는 사람은 사람들을 다투게 하는 사람이다)라는 말도 있으며, 유타를 사는 행위 자체가 문제의 원인이 되는 경우도 있다.

## 샤먼으로서의 분류
호리 이치로에 따르면, 샤머니즘과 샤먼의 개념은 학자에 따라 다른 정의가 내려지며, 제학자 간에 일치된 견해는 현재도 가지고 있지 않다. 사쿠라이 토쿠타로도 이와 비슷한 것을 말하고 있다. 따라서 본 절에서는 유타가 성무과정과 트랜스 상태의 내용면에서 봤을 때 어떻게 분류되는지를 다음과 같이 제시한다.
- 그 성무과정에서 봤을 때, 유타는 "소명형 샤먼"으로 여겨진다. 소명형 샤먼이란 어느 날 갑자기 신령이 빙의하여 그 소명에 의해 입무하는 샤먼이다. 이에 반해 이타코 등은 사무에게 제자 입문하여 수행 후 신들림의 입문식을 거쳐 한 사람 몫의 성무가 되는 수행(학습)형 샤먼이라고 할 수 있다.[1] 사쿠라이 토쿠타로는 샤먼이 되기 위한 입무동기가 생계를 꾸리기 위해서라든가 세습 계승의 원리에 기초한다든가 하는 것이 아니라, 심신이상의 무병에 걸려 고뇌 끝에 신령의 소명을 받아 그것을 극복하고 마침내 샤먼으로 성무하게 되는 과정이 가장 자연스러운 샤머니즘적 과정이라고 한다면, 오키나와의 샤먼은 그 전형적 유형이라고 말하고 있다.[1]
- 트랜스 상태의 내용면에서 봤을 때, 유타는 "포제션형(빙의형) 샤먼"으로 여겨진다. 사사키 히로미키는 매컬럭(J.A.MacCulloch), 엘리아데, 퍼스(Raymond Firth)의 샤먼의 규정이 "트랜스 상태가 될 수 있는 인물이다"라는 점에서 일치하는 것에 주목하고, 트랜스의 내용에서 샤먼의 영혼이 몸 밖으로 나가는 엑스타시형(탈혼 또는 탈아형)과 외부의 정령이 샤먼의 육체에 빙의하는 포제션형(빙의형)으로 분류했다. 이 분류에서는 유타가 전형적인 포제션형 샤먼이라고 사사키 히로미키는 말하고 있다.[26]

## 같이 보기
- 이타코
- 우타키
- 샤머니즘
- 노로
- 류큐 신토
- 심방 (제주)

## 주해
1. ↑  니간(根神)의 교권이 노로에게 옮겨가고, 이어서 노로의 교권도 기코에오기미를 정점으로 하는 중앙집권체제로 조직화되어 가는 과정은 《류큐종교사의 연구》(琉球宗教史の研究, 1965년)에 자세히 서술되어 있다.
2. ↑  사다카우마리(サーダカウマリ)라고도 표기된다.
3. ↑  사다카의 어원은 "아라타카"(灼たか)의 이형으로, 영험을 가진 사람이나 상태를 의미한다. "성"(性)이나 "고"(高)라는 표기를 사용하는 것은 후세의 오해에 기초한 맞춤법이다.
4. ↑  《샤머니즘의 세계》(シャーマニズムの世界, 1992년) "제1부 빙령 1 인간의 고통과 빙령 사이 - 카리스마적 직능자 탄생의 심리와 논리 - 카미다리의 발현"에서 사사키 히로미키는 "카미다리"를 "신의 빙의"라고 번역하고 있다. 또한 사쿠라이 토쿠타로는 타리를 표준어의 "타타리(祟り)"와 같은 어원으로 보는 것에 관해, 만약 타타리와 같은 어원이라면 오늘날에는 빈번히 재해나 재앙을 내리는 경우에만 사용하는 타타리가 원래는 신의 현현을 의미하는 말이었다는 원점으로 돌아가 보면, 타리야말로 바로 타타리의 고형을 가장 정확하게 보여주고 있다고 서술하고 있다. 《사쿠라이 토쿠타로 저작집 6 일본 샤머니즘의 연구 하 - 구조와 기능 -》(桜井徳太郎著作集6 日本シャマニズムの研究 下 ‐ 構造と機能 ‐, 1988년) "제7장 소명무의 생태와 입무 - 오키나와의 유타 - 제3절 유타의 성무과정" 각주 (9)에서 인용.
5. ↑  또는 "청구"(請求)라는 단어가 쓰인다.
6. ↑  후쿠다 아키라의 조사에서는 "본다테"라는 성무식이 존재한다고 한다. “成巫儀礼と神口・神語り―宮古カンカカリヤーをめぐって―” (PDF). 福田晃（文学博士・立命館大学名誉教授）. 2023년 4월 17일에 확인함.
7. ↑  원문에서는 히라라시. 히라라시는 2005년 10월 1일에 정촌 합병으로 미야코지마시가 되었다.
8. ↑  원문에서는 슈리시. 슈리시는 1954년 9월 1일에 나하시와 합병되었다.

## 참고문헌
- 鳥越憲三郎 (1965년 3월). 《琉球宗教史の研究》. 가도카와 쇼텐.
- 中山盛茂 (1969년 11월). 《琉球史辞典》. 琉球文教図書.
- 堀一郎 (1971년 7월). 《日本のシャーマニズム》. 講談社.
- 桜井徳太郎 (1973년 7월). 《沖縄のシャマニズム》. 弘文堂.
- 崎原貢・崎原正子訳 リーブラ著 (1974년 4월). 《沖縄の宗教と社会構造》. 弘文堂. ISBN 978-4-335-56017-0.

（原著　Lebra, William P (1966). 《Okinawan Religion - Belief, Ritual and Social Structure》. Honolulu, Hawaii: University of Hawaii Press.）
- 伊波普猷 (1975년 11월). 《伊波普猷全集 第9巻》. 伊波普猷全集. 平凡社.
- 桜井徳太郎 (1988년 3월). 《桜井徳太郎著作集6 日本シャマニズムの研究 下 ‐ 構造と機能 ‐》. 桜井徳太郎著作集. 吉川弘文館. ISBN 4-642-07340-X.

『日本シャマニズムの研究 下』에는 『沖縄のシャマニズム』에서 발췌한 것이 실려 있다. 이 때문에 두 책에서 내용이 같은 것에 대해서는 『日本シャマニズムの研究 下』를 본 문서의 출전으로 했다.
- 佐々木宏幹 (1992년 12월). 《シャーマニズムの世界》. 講談社. ISBN 4-06-159055-3.